# Palais de la civilisation italienne
Le Palais de la civilisation italienne (Palazzo della Civiltà Italiana) ou Palais de la civilisation du travail (Palazzo della Civiltà del Lavoro) est un monument emblématique de l'architecture fasciste du XXe siècle, situé dans le quartier d'affaires EUR (Esposizione Universale di Roma) de Rome en Italie.
Resté longtemps vide et inoccupé, depuis 2015 il abrite le siège de la marque de luxe Fendi.
Référencé sous l'abréviation « EUR 42 », il est surnommé par les Romains « le Colisée carré ».

## Description
Ce bâtiment en forme de cube blanc colossal est composé de très peu de matières, du béton armé pour la structure et du tuf de calcaire pour le recouvrir ce qui lui donne sa couleur blanche et bien lisse.
Il est composé de six niveaux, chacun de ses niveaux est composé de neuf arches ; il a souvent été remarqué que six est le nombre de lettres dans le prénom « Benito » et neuf le nombre de lettres dans le nom « Mussolini ». Le bâtiment fait 60 mètres de haut.
Au rez-de-chaussée sont disposées sous les arches 28 statues réalisées en 1942, chacune faisant 3,40 mètres de haut. Elles sont en marbre des provinces de Lucques et de Massa-Carrara et représentent chacune une vertu ou un domaine des arts et des sciences.
Au fronton figure un texte tiré d'un discours de Benito Mussolini du 2 octobre 1935 : « Un popolo di poeti, di artisti, di eroi, di santi, di pensatori, di scienziati, di navigatori, di trasmigratori », c'est-à-dire « un peuple de poètes, d'artistes, de héros, de saints, de penseurs, de scientifiques, de navigateurs, de migrants ».

## Historique

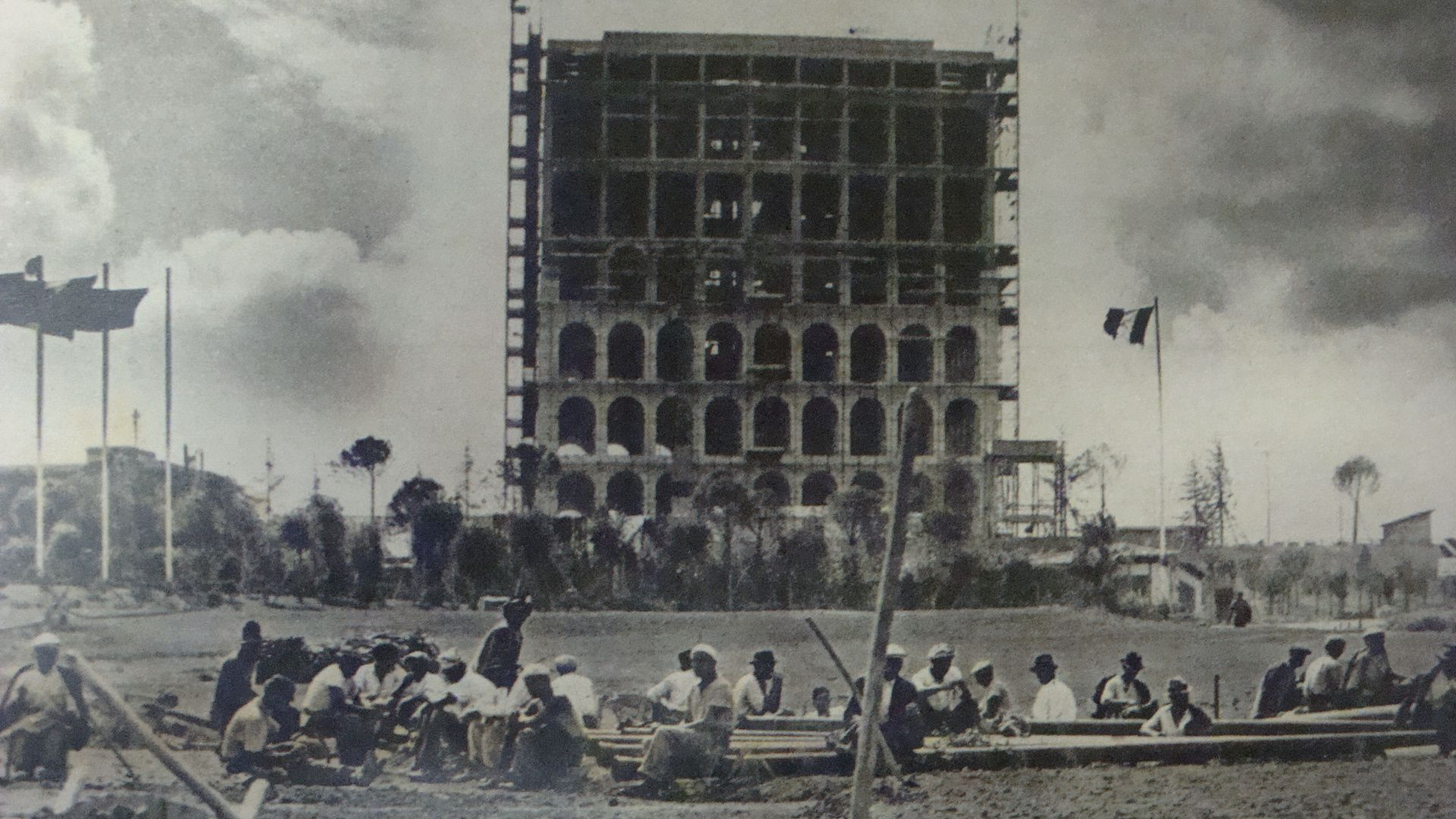
Le palais en construction en 1940.

Ce monument est construit entre 1938 et 1940 par les architectes Guerrini, Lapadula et Romano qui s’inspirent de la "peinture métaphysique", dans le quartier d'avant-garde urbaniste architectural en vue de l’Exposition universelle de Rome prévue en 1942, qui aurait dû se tenir dans la capitale pour célébrer le vingtième anniversaire de la Marche sur Rome des fascistes de Benito Mussolini en 1922.
L'exposition est annulée à cause  de la Seconde Guerre mondiale et le monument, un des plus importants du quartier, n'a depuis jamais été ouvert au public, jusqu'au rachat par Fendi. À partir de septembre 1943, le quartier est utilisé par les Allemands pour l'occupation de Rome ; ils utilisent le rez-de-chaussée comme atelier de réparation de véhicules. Pendant les combats qui suivent, l'édifice est touché à plusieurs reprises.
En 1956, le bâtiment est concédé à la Federazione nazionale dei cavalieri del lavoro ; il sera sous-utilisé comme immeuble de bureaux pendant des années.
En 2004, il est classé comme bien d'importance culturelle. Entre 2006 et 2008, il subit une restauration menée par le ministère des biens culturels et EUR S.p.A.
En 2015, la maison de couture Fendi (née à Rome il y a 90 ans) décide d'y installer ses bureaux, son siège social et ses ateliers de fourrure. Le lieu était abandonné depuis plus de quarante ans. Un projet de musée aurait dû voir le jour, sans succès. La restauration de l’édifice a duré trois ans et demi et a coûté 30 millions d'euros.

## Culture populaire
Le Palais a souvent servi de décor pour le cinéma, la télévision, mais aussi des spots publicitaires. Il figure sur des pochettes de disques et autres illustrations.

### Cinéma
- Rome ville ouverte (1945) de Roberto Rossellini
- O.K. Néron (1951) de Mario Soldati
- L'onorata società (1961) de Riccardo Pazzaglia
- L'Éclipse (1962) de Michelangelo Antonioni
- Les Tentations du docteur Antoine dans Boccace 70 (1962) de Federico Fellini
- 8½ (1963) de Federico Fellini
- Siamo tutti pomicioni (1963) de Marino Girolami
- Je suis une légende (1964) de Ubaldo Ragona
- Io tigro, tu tigri, egli tigra (1978) de Renato Pozzetto e Giorgio Capitani
- Le Ventre de l'architecte (1987) de Peter Greenaway
- Hudson Hawk, gentleman et cambrioleur (Hudson Hawk, 1991) de Michael Lehmann
- Titus (1999) de Julie Taymor
- Equilibrium (2001) de Kurt Wimmer
- Streghe verso nord (2001) de Giovanni Veronesi
- Buongiorno, notte (2003) de Marco Bellocchio
- Notte prima degli esami (2006) de Fausto Brizzi
- Nina (2012) d'Elisa Fuksas
- Pasolini (2014) d’Abel Ferrara

## Vues

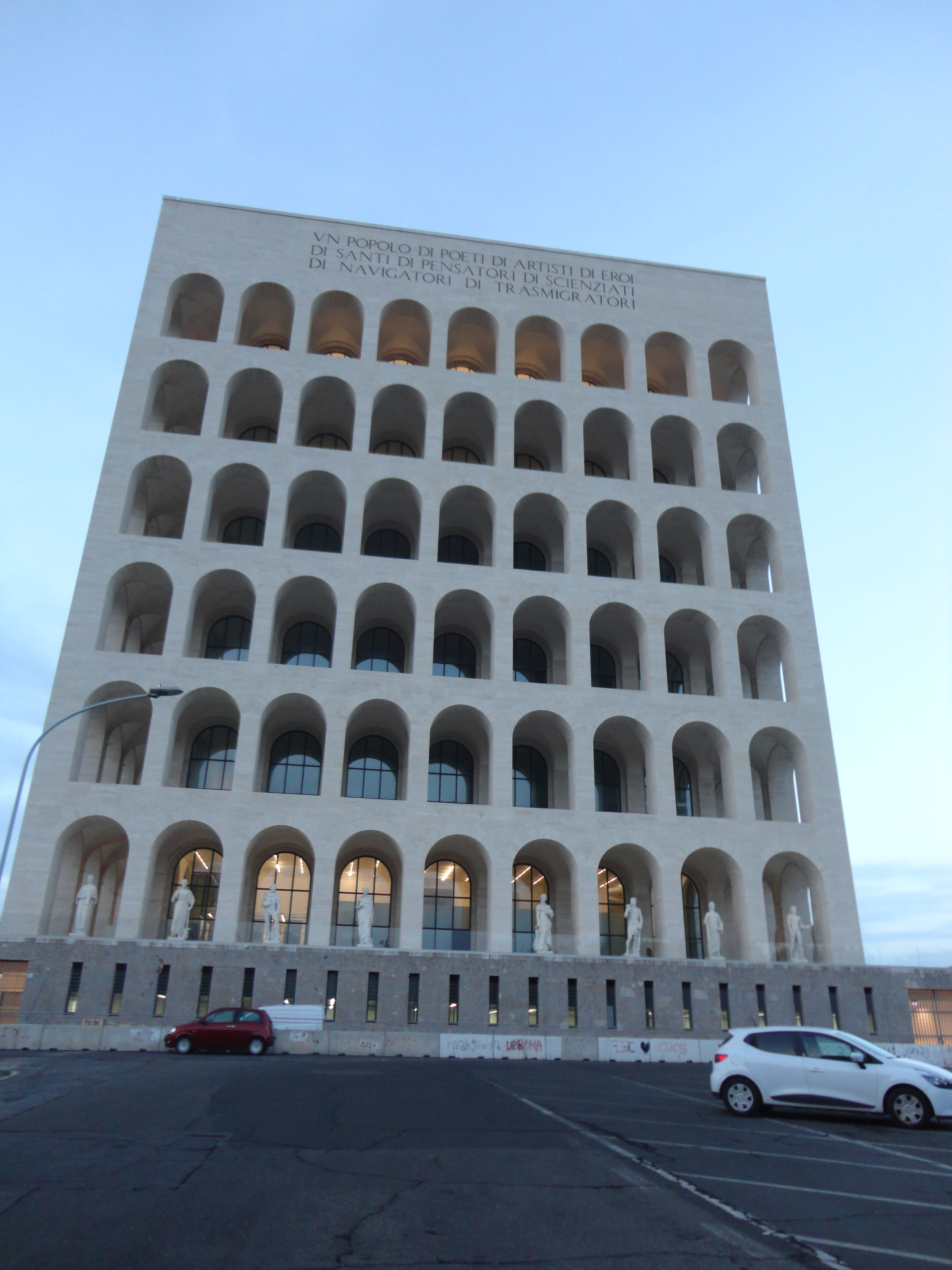
Le « Colisée carré »
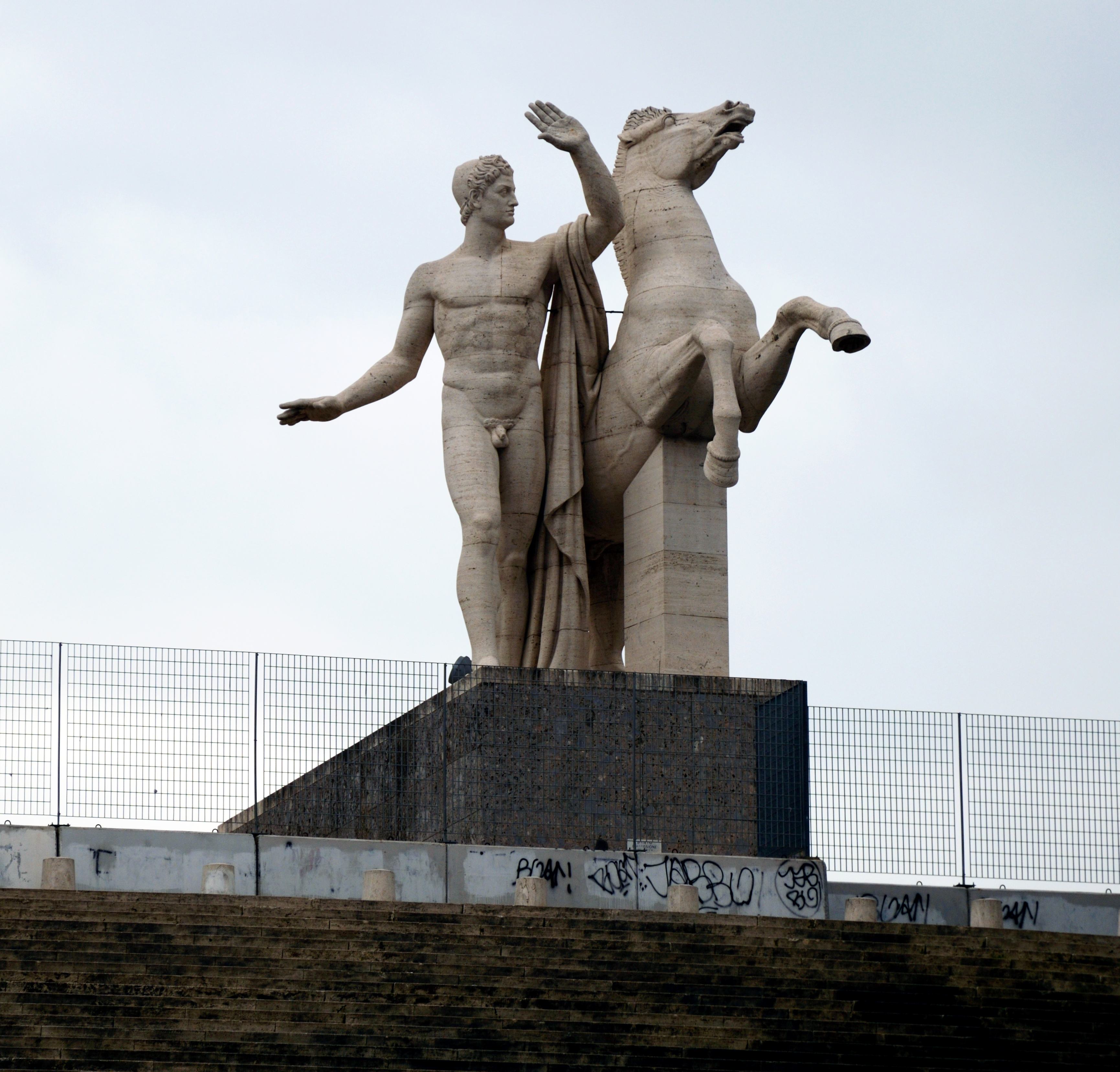
Sculpture
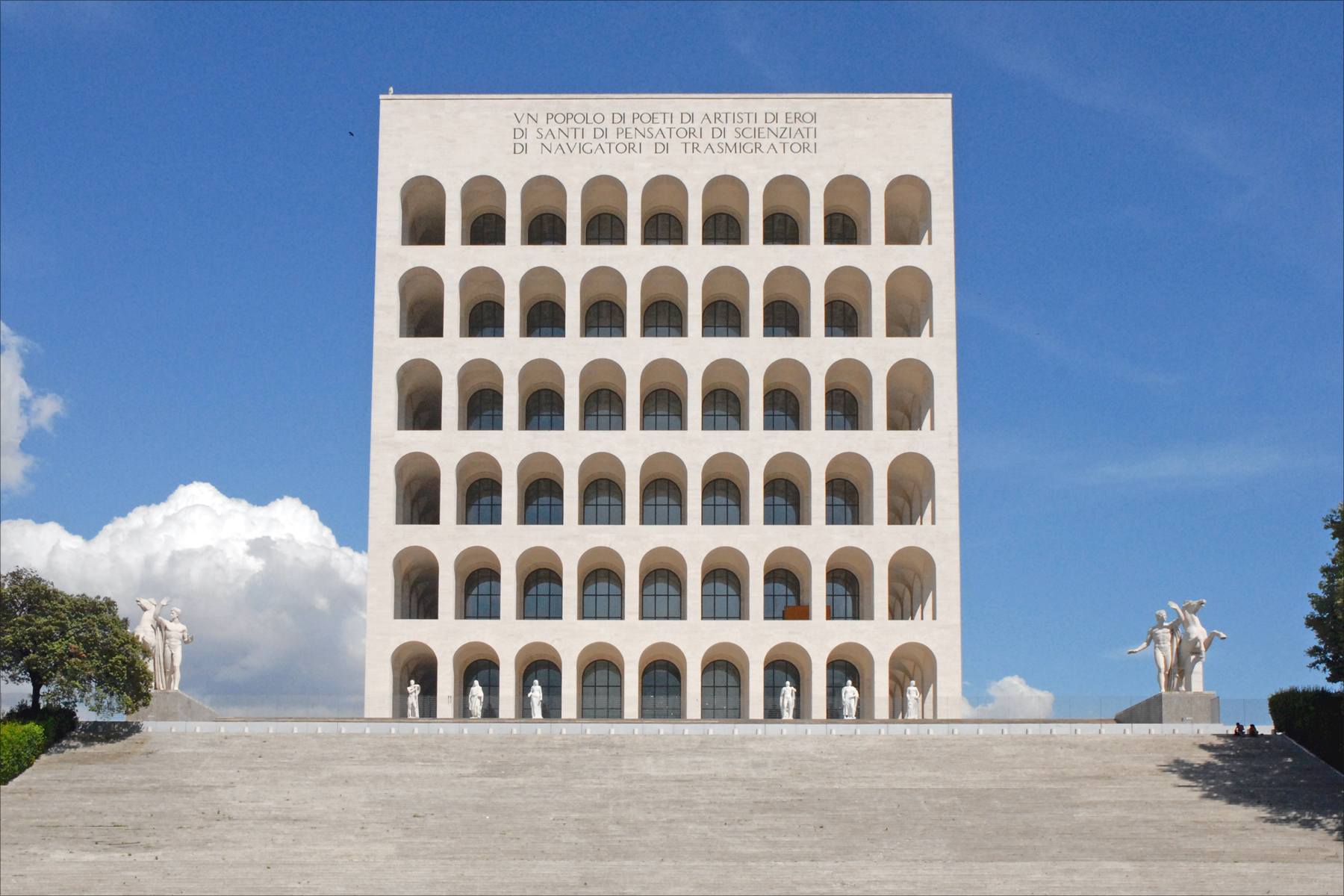
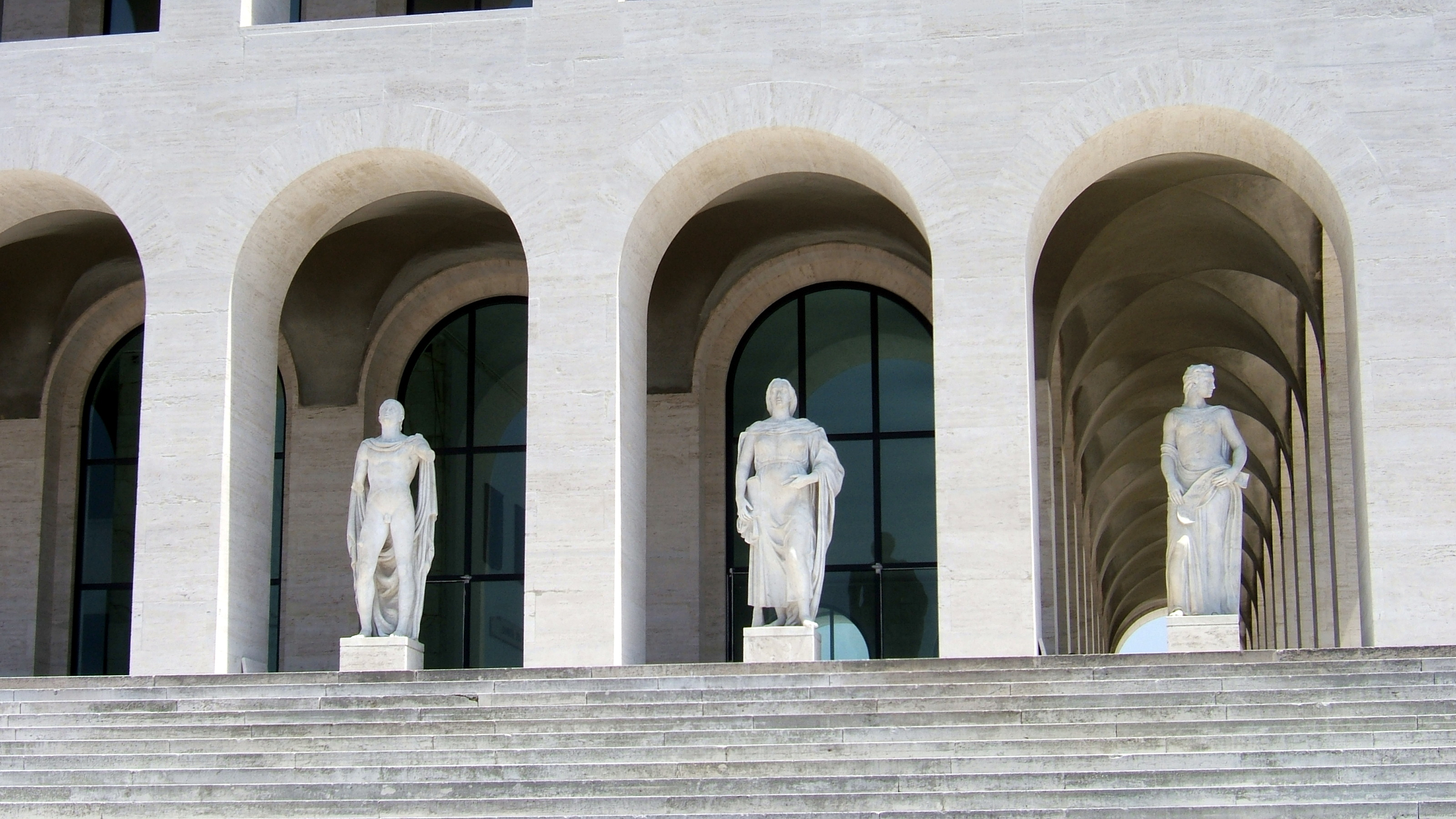
Statues du rez de chaussée
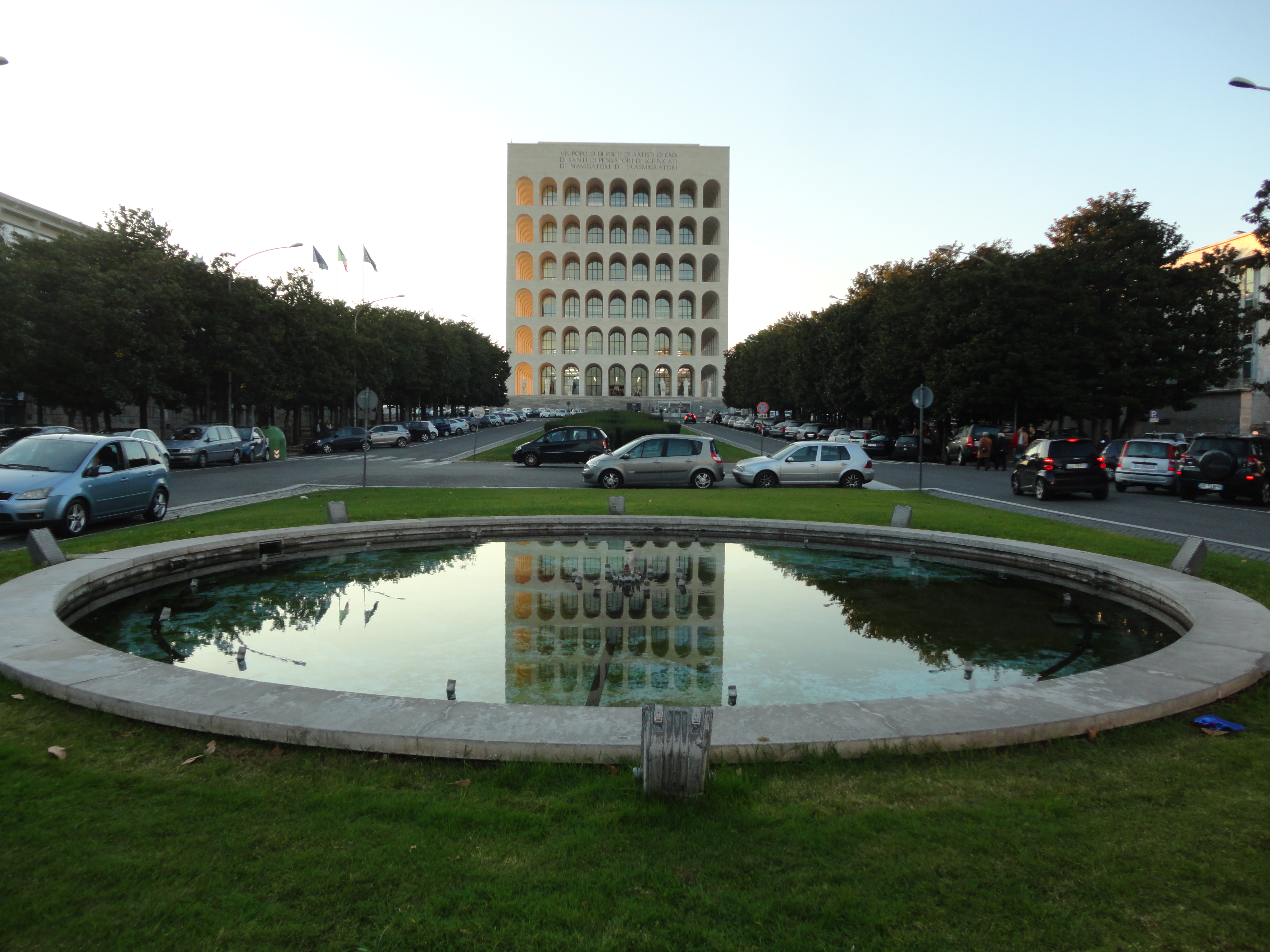